# NGC 1985
NGC 1985 ist ein Reflexionsnebel im Sternbild Auriga. Das Objekt wurde am 13. November 1790 von Wilhelm Herschel entdeckt.